# سید سهراب
سید سهراب، روستایی از توابع بخش مرکزی شهرستان قصر شیرین در استان کرمانشاه ایران است.

## جمعیت
این روستا در دهستان نصرآباد قرار دارد و براساس سرشماری مرکز آمار ایران در سال ۱۳۸۵، جمعیت آن ۸۵ نفر (۲۲خانوار) بوده‌است.